# Македонско Сонце
„Македонско Сонце“ (на македонска литературна норма: Македонско сонце) е седмично списание, издавано в Северна Македония.
Основател на списанието е Георгия Атанасоски. Първото му издание излиза на 24 юни 1994 година. Тиражът на списанието варира между 6 и 8 хил. броя и се разпространява в Северна Македония, Западна Европа, САЩ, Канада и Австралия.
Основните теми в списанието са политиката, културата и историческото минало на Северна Македония, като целта на редакцията е „македонските национални ценности да се разпространяват не само в Северна Македония, а също и в другите части на етническа Македония“.
През март 2008 година е дадено начало на „Телевизия Сонце“ („Телевизија сонце“), която е ориентирана предимно към македонците по националност в Гърция и България.